# Трунтов, Сергей Алексеевич
Сергей Алексеевич Трунтов (11 марта 1987, Бийск — 19 августа 2022, Красная Поляна, Донецкая область) — российский военнослужащий. Майор, Герой Российской Федерации (2022, посмертно).

## Биография
Сергей родился 11 марта 1987 года в г. Бийск. В 1997 году семья приехала в село Корнилово Каменского района. Оставив детей (сына и дочь) на попечение деда, родители вернулись в город Бийск.
В школе учился на отлично, хорошо рисовал, увлекался спортом, принимал участие в районных и краевых соревнованиях.
В 2002 году поступил в Екатеринбургское Суворовское военное училище, в котором учился с 2002—2005 год.
В 2005—2010 годах учился в Новосибирском высшем военном командном училище, военная специальность — применение подразделений специальной разведки, гражданская — лингвист, переводчик. После окончания училища был направлен в 22 отдельную гвардейскую бригаду специального назначения в город Ростов-на-Дону. Оттуда переведён в Московскую область, город Кубинка, Одинцовского городского округа.
В период службы занимался рукопашным боем, борьбой, боксом, участвовал в соревнованиях по боксу. Также занимался плаванием, скалолазанием, принимал участие в марафонах. Имел 1 спортивный разряд по альпинизму. Был руководителем команды г. Кубинка в чемпионате ЦФО по альпинизму в 2020 году.
Дважды направлялся в командировку для участия в спецоперации в Сирии.
С февраля 2022 года в зоне боевых действий Вторжения России на Украину.
Погиб 19 августа 2022 года в районе населённого пункта Красная Поляна Донецкой области. Похоронен на «Пантеоне защитников Отечества».

## Награды
Указом Президента России Владимира Путина от 24 января 2023 года за «мужество и героизм, проявленные при выполнении боевого задания» удостоен звания Героя Российской Федерации.
- Орден Мужества
- Медаль «За отвагу» (Россия)
- Медаль Суворова
- Медаль «За отличие в военной службе» (Минобороны) III степени
- Медаль «За возвращение Крыма»
- Медаль «Участнику военной операции в Сирии»

## Общественные почести
В декабре 2023 года в Екатеринбургском суворовском военном училище открыли барельеф майору Сергею Алексеевичу Трунтову. Мероприятие было приурочено к 80-летию училища.